# Tehnički direktor
Tehnički direktor (chief technology officer), poznat i kao šef tehničkog odseka, je položaj na izvršnom nivou u preduzeću ili drugom entitetu koji se bavi naučnim i tehnološkim pitanjima unutar organizacije.

## Kratak prikaz
Generalni tehnički direktor, "ispituje kratkoročna i dugoročna pitanja organizacije i koristi kapital kako bi ulagao u investicije koje su dizajnirane da pomognu organizaciji da postigne svoje ciljeve ... [CTO] je najviša tehnološka izvršna pozicija unutar kompanije i ona vodi tehnološki odsek ili odsek za inženjering". Uloga tehničkog direktora postala je važna sa napretkom industrije informacionih tehnologija (IT), ali preovladava i u industrijama zasnovanim na tehnologijama svih vrsta - uključujući računarske tehnologije (kao što su razvijanje video igara, e-trgovina i usluge društvenih mreža) i drugim tehnologijma koje nisu fokusirane na kompjuterima (kao što su biotehnologija / farmacija, industrija oružja i automobilska industrija). 
U organizacijama koje se ne bave tehnikom na poziciji direktora, generalni tehnički direktor je obično poodređen direktoru za informisanje (CIO) i prvenstveno se bavi pitanjima dugoročne i "šire slike" (a ujedno uvek ima visoko tehničko znanje o relevantnoj oblasti) . U organizacijama usmerenim ka tehnologiji, pozicije generalnog informacionog direktora i generalnog tehničkog direktora mogu biti na istom nivou, pri čemu je generalni informacioni direktor fokusiran na informacionu tehnologiju, a generalni tehnički direktor fokusiran na osnovne oblasti delovanja kompanije i prateće tehnologije.
U zavisnosti od strukture preduzeća i hijerarhije, mogu postojati pozicije kao što su direktor istraživanja i razvoja i potpredsednik inženjeringa sa kojim generalni tehnički direktor sarađuje ili koga generalni tehnički direktor nadgleda. CTO takođe treba da bude upoznat sa regulativom (npr. o Američkoj administraciji za hranu i lekove, Agenciji za zaštitu životne sredine, Komisiji za sigurnost proizvoda za potrošače i pitanjima intelektualne svojine (npr. patenti, poslovne tajne, ugovori o licenci) i sposobnost da se usaglasi sa pravnim savetnicima da uključe te faktore u strateško planiranje i pregovore između preduzeća.
U mnogim starijim industrijama (koje su prethodile automatizaciji IT-a), kao što su proizvodnja, pošta ili bankarstvo, izvršna uloga generalnog tehničkog direktora bi često proizilazila iz procesa automatizacije postojećih aktivnosti; u ovim slučajevima, svaka uloga poput CTO-a bi se pojavila samo ukoliko i kada bi se uložili napori da se razviju zaista nove tehnologije (bilo za olakšavanje unutrašnjih operacija ili za poboljšanje proizvoda / usluga koje se pružaju), možda preko "unutrašnjeg preduzetništva".

## Spoljašnje veze
- Pratt, Mary K. "The CTO: IT's Chameleon", Computerworld.com, 22 January 2007
- Berray, Tom & Sampath, Raj (2002) "The Role of the CTO, four models for success"
- Medcof, John W. and Yousofpourfard, Haniyeh (2006) "The CTO and Organizational Power and Influence", International Association for Management of Technology